# Xu Fu
Xu Fu (chinois : 徐福 ou 徐巿), né en 255 av. J.-C. dans l'État du Qi, fut un alchimiste et un sorcier au service du premier empereur de la dynastie Qin de Chine. Son nom japonais est Jofuku Dôshi ou Jofutsu Dôshi.
En -219 et -210, il aurait été envoyé par l'empereur Qin Shi Huangdi vers les « mers de l'Est » à la recherche des îles des immortels et de l'élixir de longue vie. Il ne serait jamais revenu du second voyage entrepris avec des réserves alimentaires et une flotte importante, accompagné d’artisans et de nombreux jeunes gens et jeunes filles. Il aurait abordé et fait souche sur une terre qui sera désignée comme étant le Japon par les auteurs chinois à partir de la deuxième moitié du Xe siècle. La légende de Xu Fu débarquant au Japon est attestée dans ce pays où de nombreux lieux conservent son souvenir

## Sources textuelles
Les premières mentions de Xu Fu se trouvent dans le Shiji. Dans le chapitre Biographie de Qin Shi Huangdi, l’empereur, lors d’une tournée d’inspection à Langya, vient lui demander les raisons de son premier échec dans la recherche des îles. Xu Fu explique que la rencontre d’un monstre marin a compromis l’expédition et demande à être accompagné d’archers dans son second voyage, dont le résultat n’est pas décrit dans ce chapitre. Dans le chapitre Biographies des gens de Huainan et Hengshan, après une première expédition simple sans grande escorte, une divinité marine lui demande de revenir avec de nombreux jeunes gens et jeunes filles. Qin Shi Huangdi les lui fournit, ainsi que des artisans et des vivres. Xu Fu aborde près d’une « vaste plaine marécageuse ». Il s’installe sur cette terre inconnue dont il devient roi et ne revient plus. Le Nihon Ōdai Ichiran rapporte que Xu Fu mourut sur le mont Fuji, ce qui laisse entendre qu'il poursuivit malgré tout ses recherches jusqu'à la fin. 
Les Chroniques des Trois Royaumes appellent la terre Danzhou 亶洲/澶洲 et la situent, avec une autre terre inconnue nommée Yizhou 夷洲, à une distance accessible au sud-est. Des auteurs japonais et taïwanais ont proposé que Yizhou serait l’île de Taïwan.
C’est sous les Zhou postérieurs (950-960) que la terre est clairement désignée comme étant le Japon par le moine Yichu 義楚 de Jinan, dans son ouvrage Six Ecrits de Yichu. Il ajoute que Xu Fu renomma le mont Fuji Penglai, nom de la principale des îles des immortels qu’il recherchait, et qu’il serait l’ancêtre des Japonais de patronyme Qin (Hata, au Japon), bien que les sources anciennes clament qu'ils descendent de Qin Shi Huangdi. Il a pu tirer ces informations d'une connaissance, le moine japonais Kojun 弘順 envoyé en 927 en Chine par l’empereur Daigo. Le Kojiki et le Nihon Shoki mentionnent en effet l’installation d'immigrés venus de l'empire Qin sur le sol japonais. 
Ouyang Xiu reprend l’avis que Xu Fu s’installa au Japon dans son poème Le Chant du katana, et propose en outre qu’il y ait emporté des exemplaires des écrits détruits par Qin Shi Huangdi. Cette opinion fut acceptée par certains Japonais, dont Kitabatake Sakafusa 北畠親房 dans son ouvrage historique Jinnoshotoki 神皇正統記 (1339).

## Légende de Xu Fu au Japon
De nombreux lieux au Japon conservent son souvenir : Kaga (préfecture d'Ishikawa), Kumono, Shingu, Ichikikushikinoshi (préfecture de Kagoshima), Fujiyoshida (préfecture de Yamanashi), Nobeoka. Différents endroits prétendent être celui de son débarquement, le plus connu étant Shingu où on suppose que se trouverait sa tombe (établie en 1736), autour de laquelle un parc Jofuku fut créé en 1994. La ville abrite aussi un temple qui lui est consacré, où il est honoré comme dieu de l’agriculture et de la pharmacie ; sa fête est le 28 novembre. Quatre-vingts hommages impériaux lui furent rendus, de l’empereur Uda à l’empereur Kameyama. Quelques ouvrages historiques relativement anciens, comme les Documents anciens de Fuji, développent la légende de Xu Fu en en faisant un héros culturel.

## Xu Fu et le tourisme au Jiangsu
Bien que son lieu d’origine soit traditionnellement situé à Qi au Shandong, depuis les années 1980, le village de Xufu 徐阜村 près de Lianyungang,  Jiangsu, ayant prouvé que son ancienne graphie était 徐福村, se présente comme sa véritable région d’origine, soutenu par un certain nombre de chercheurs. Le site et son « thé de Fu Xu » obtiennent  un certain succès auprès des touristes japonais.
Un Institut de recherches sur Xu Fu a été établi à Xuzhou, Jiangsu. 